# Beaucourt (gemeente)
Beaucourt is een gemeente in het Franse departement Territoire de Belfort (regio Bourgogne-Franche-Comté). De gemeente telde 4.985 inwoners op 1 januari 2022.
De gemeente maakt deel uit van het arrondissement Belfort en sinds 22 maart 2015 van het kanton Delle. Daarvoor maakte het deel uit van het kanton Beaucourt, dat op die dag opgeheven werd.
Het Musée Japy over de industriële geschiedenis van de gemeente is gevestigd in een voormalig fabrieksgebouw.

## Geschiedenis
In 1777 vestigde Frédéric Japy (1749-1812) zich in Beaucourt. Hij begon een werkplaats waar onderdelen voor horloges werden gemaakt. Later werden allerlei machineonderdelen gemaakt en nog later klokken, horloges, wekkers en schrijfmachines. De gemeente groeide samen met de fabriek van de familie Japy.

## Geografie
De oppervlakte van Beaucourt bedroeg op 1 januari 2022 4,95 vierkante kilometer; de bevolkingsdichtheid was toen 1.007,1 inwoners per km².
De onderstaande kaart toont de ligging van Beaucourt met de belangrijkste infrastructuur en aangrenzende gemeenten.

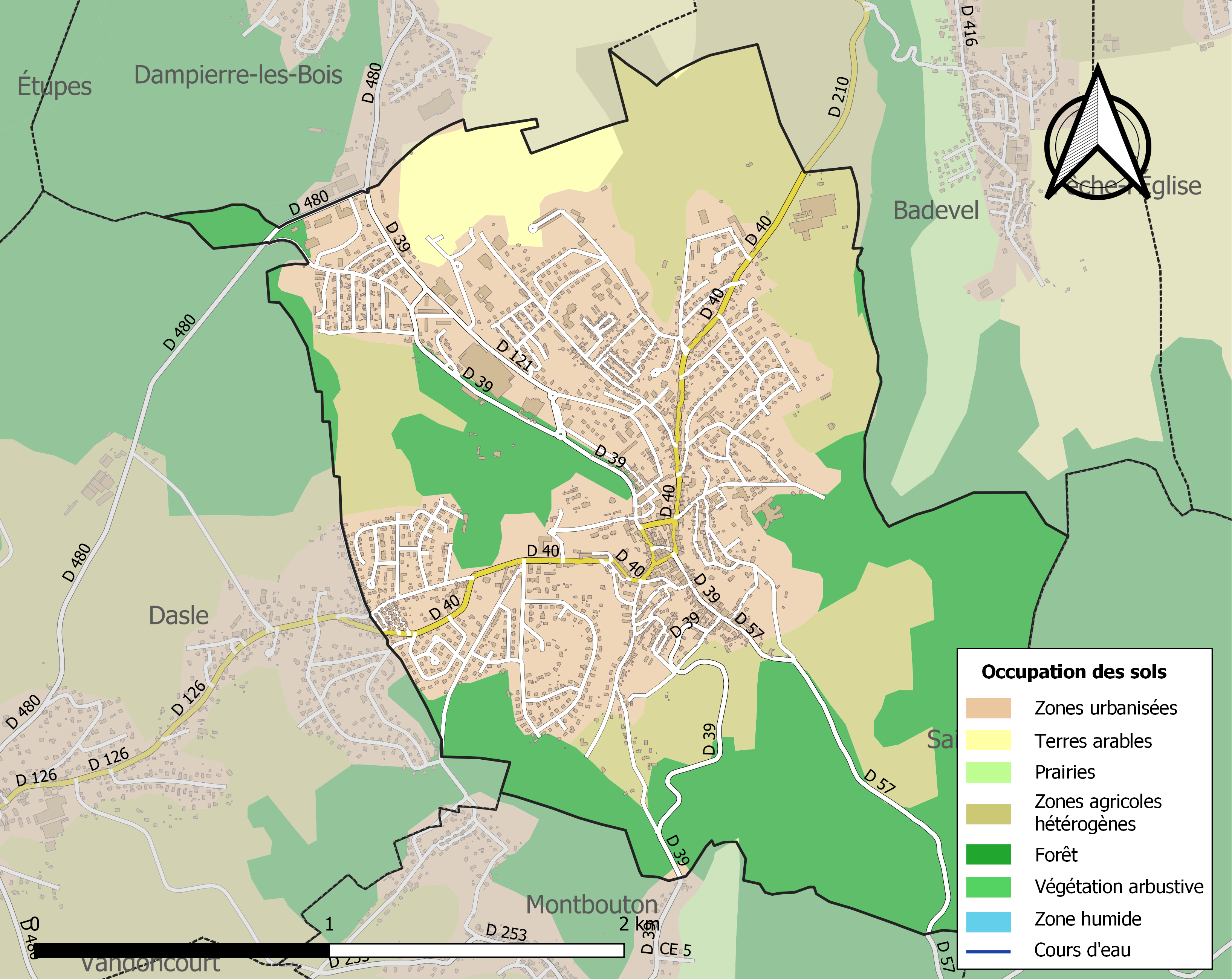

## Demografie
Onderstaande figuur toont het verloop van het inwonertal (bron: INSEE-tellingen).